# Bawshar
Bawshar (in arabo بوشر‎?), è un wilaya dell'Oman, situato nel Governatorato di Mascate.